# Medicoreha Dr. Welsink Akademie
Die medicoreha Dr. Welsink Akademie GmbH (genannt auch medicoreha – Akademie für Gesundheitsberufe) ist eine staatlich anerkannte Fachschule für Ergotherapie und Physiotherapie. Das Unternehmen der medicoreha Dr. Welsink Unternehmensgruppe hat  Standorte in Neuss und in Essen. Insgesamt hat die Akademie eine Kapazität für 450 Ausbildungsplätze, von denen 360 auf die Physio- und 90 auf die Ergotherapie entfallen.

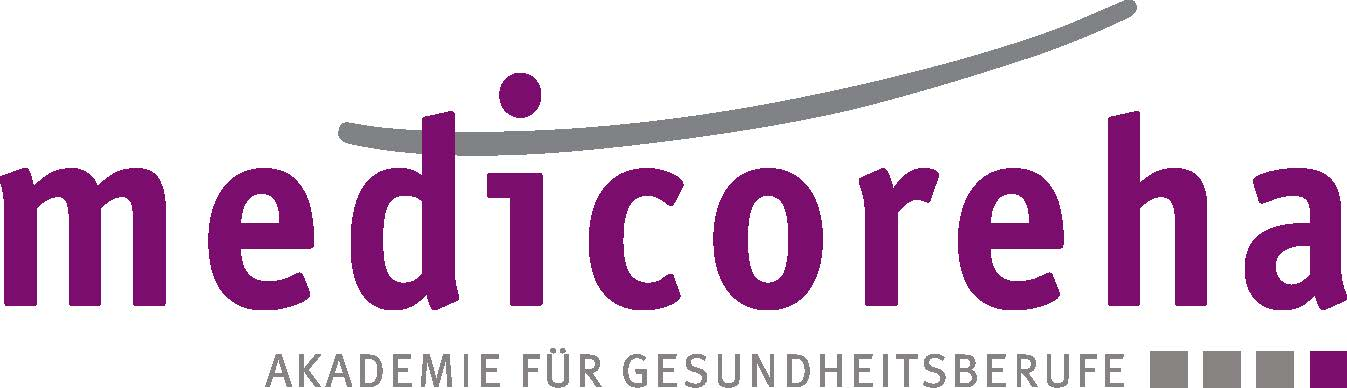
Logo der medicoreha Dr. Welsink Akademie

## Geschichte
1996 gründete Dieter Welsink das Unternehmen in Neuss, um am 1. Oktober 1996 mit der Fachschule für Physiotherapie zu starten. Am 1. Oktober 2003 erfolgte der Beginn des Ausbildungsbetriebs der Fachschule für Ergotherapie. Die Fachschulen für Ergotherapie und Physiotherapie stehen unter der Aufsicht der Bezirksregierung Düsseldorf.
Die Akademie hat in den Jahren 2006 bis 2009 in der Physiotherapieausbildung und in den Jahren 2008 bis 2011 in der Ergotherapieausbildung am Modellschulprojekt des Landes Nordrhein-Westfalen teilgenommen. Seit der Teilnahme an den beiden Modellschulprojekten werden die empfehlenden Ausbildungsrichtlinien des Gesundheitsministeriums des Landes Nordrhein-Westfalen umgesetzt.
Der medicoreha Dr. Welsink Akademie wurde am 31. Juli 2007 das erste Qualitätssiegel des Deutschen Verbandes der Ergotherapeuten (DVE) verliehen. Die „WFOT Anerkennung“ bescheinigt der Fachschule für Ergotherapie die Erfüllung der Ausbildungsstandards des Weltverbandes für Ergotherapie („World Federation of Occupational Therapists“). Durch diese Bescheinigung erfolgt die internationale Anerkennung der Ausbildung an der medicoreha Welsink Akademie und dadurch können die Absolventen leichter im außereuropäischen Ausland im Bereich der Ergotherapie tätig werden.
Im Jahr 2010 wurde der Standort in Essen gegründet, an dem die Physiotherapieausbildung durchgeführt wird. Dieser Standort befindet sich innerhalb der MediClin Fachklinik Rhein/Ruhr, um die Ausbildung näher an der Praxis zu realisieren.
Seit 2012 kooperiert die Akademie mit der Hochschule Niederrhein, um seit dem Sommersemester 2013 den gemeinsamen Bachelor-Studiengang „Angewandte Therapiewissenschaften“  mit 26 Studienplätzen anzubieten. Sie hat dazu im Rahmen der Bestrebungen von Wissenschaft und Hochschule zur Verwissenschaftlichung der Gesundheitsberufe dort eine erste Stiftungsprofessur eingerichtet.
Im August 2015 sollte die Akademie Neuss für die Fachschule für Ergotherapie und für die Fachschule für Physiotherapie neue Räumlichkeiten im Hammfelddamm 4a in Neuss beziehen.
Vom 10. bis 12. Juli 2017 übernahmen die Schüler der Akademie Neuss bei den Special Olympics Landesspiele NRW Neuss 2017 die Organisation und Durchführung des wettbewerbsfreien Angebotes.

## Angebote
Als staatlich anerkannte Fachschule bietet die medicoreha Dr. Welsink Akademie für 450 Auszubildende die Ausbildung von Ergotherapeuten und Physiotherapeuten mit einer Dauer von jeweils 3 Jahren an.
Innerhalb beider Ausbildungsgänge können die Teilnehmenden ausbildungsintegriert mit dem Bachelor-Studium „Angewandte Therapiewissenschaften“ beginnen. Nach erfolgreichem Staatsexamen werden von der Hochschule Niederrhein 60 Credit Points (ECTS) für das Studium anerkannt (= Studienpensum eines vollen Studienjahres).
Therapeuten, die im Ausland ihren Berufsabschluss erworben haben, können bei der medicoreha Dr. Welsink Akademie Anpassungslehrgänge zur Anerkennung des im Ausland erworbenen Berufsabschlusses absolvieren.
In der Physiotherapie wird die verkürzte Ausbildung in Teilzeit in der Akademie Neuss angeboten. Als Voraussetzung ist die abgeschlossene Berufsausbildung als Masseur und medizinischer Bademeister erforderlich. Diese verkürzte Ausbildung erfolgt mit einer Dauer von 36 Monaten berufsbegleitend und ist nach dem Bundes-Ausbildungsförderungsgesetz (BAföG) förderungsfähig.
Im Bereich der Fortbildung bietet die medicoreha Dr. Welsink Akademie Fortbildungen und Zertifikatskurse in den Fachbereichen Craniomandibuläre Dysfunktionen, Dorn-Methode, Sektoraler Heilpraktiker für Physiotherapeuten, Gerätegestützte Krankengymnastik, Erweiterte Ambulante Physiotherapie, Fazer, Cranio-Sacral-Therapie, Manuelle Lymphdrainage, Manuelle Therapie, Parkinson-Syndrome, Physiotherapie bei Schwindel, Radiologie für Therapeuten, Viszerale Manipulation und Propriozeptive neuromuskuläre Fazilitation an.
Bei allen Fortbildungen können die Teilnehmer bei der medicoreha Dr. Welsink Akademie den Bildungsscheck NRW einlösen.

## Methodik und Didaktik
Die Grundlage für die Ausbildung in den Fachschulen für Ergotherapie und Physiotherapie sind die wissenschaftlich fundierten Curricula nach den empfehlenden Ausbildungsrichtlinien des Ministeriums für Gesundheit, Emanzipation, Pflege und Alter des Landes Nordrhein-Westfalen Landesprüfungsamt Nordrhein-Westfalen. Gemäß den Ausbildungsrichtlinien für Ergotherapie und Physiotherapie werden die gesetzlich vorgeschriebenen Unterrichtsfächer wie Anatomie, Physiologie, Krankheitslehre sowie physiotherapeutische Untersuchungs- und Behandlungsverfahren in Lernbereichen und themenbezogenen Lerneinheiten umgesetzt. Diese Umsetzung hat eine kompetenzorientierte Ausbildung mit medizinischen Inhalten sowie sozialen und kommunikativen Kompetenzen zur Folge. Das Ziel der Ausbildung ist die berufliche Handlungskompetenz, die auf der Fachkompetenz, der Sozialkompetenz, der Personalkompetenz und der Methodenkompetenz basiert. Innerhalb der Ausbildung werden die Lernenden zu reflektierten Praktikern mit hoher Entscheidungskompetenz in der Praxis qualifiziert.
Sowohl medizinischen Inhalten als auch soziale-kommunikative Kompetenzen kommt ein hoher Stellenwert in der Ausbildung zu. Innerhalb beider Ausbildungsgänge absolvieren die Schüler Praxisphasen in den Rehabilitationseinrichtungen der „medicoreha-Gruppe“ und in Kooperationskliniken.
Im Bachelor-Studiengang „Angewandte Therapiewissenschaften“ der Hochschule Niederrhein wird ein wissenschaftlicher Ansatz in der Therapeutenausbildung verfolgt, um berufsrelevantes Strukturwissen in gesundheitswissenschaftlichen und betriebswirtschaftlichen Fächern zu erwerben. So sind auch für die Absolventen Führungs- und Leitungspositionen möglich.
Zur Kommunikation mit anderen Ausbildungsteilnehmenden und Dozenten und zur Nutzung von digitalen Ausbildungsmaterialien steht das online-basierte Schul- und Seminar-Informations-System zur Verfügung. In diesem System können sich Bewerber online für einen Ausbildungsplatz bewerben.

## Ausbildungsinhalte
Die Ausbildung in der Ergotherapie umfasst 2700 Stunden theoretisch-praktischen Unterricht und 1700 Stunden praktische Ausbildung an Patienten. Gemäß der empfehlenden Ausbildungsrichtlinie werden die gesetzlich vorgeschriebenen Unterrichtsfächer in vier Lehrbereiche aufgeteilt. Der Lernbereich 1 umfasst die ergotherapeutischen Kernaufgaben, der Lernbereich 2 die ergotherapeutische Therapieprozesse, der Lernbereich 3 die Zielgruppen, Institutionen und Rahmenbedingungen ergotherapeutischer Arbeit und der Lernbereich 4 die berufliche und persönliche Situation der Lernenden.
Die Ausbildung in der Physiotherapie umfasst mindestens 2900 Stunden theoretisch-praktischen Unterricht und 1600 Stunden praktische Ausbildung an Patienten. Gemäß der empfehlenden Ausbildungsrichtlinie werden die gesetzlich vorgeschriebenen Unterrichtsfächer in vier Lehrbereiche aufgeteilt. Der Lernbereich 1 umfasst die physiotherapeutischen Kernaufgaben, der Lernbereich 2 die Untersuchung, Behandlung und Betreuung von Patienten, der Lernbereich 3 die Zielgruppen, Institutionen und Rahmenbedingungen physiotherapeutischer Arbeit und der Lernbereich 4 die Ausbildungs- und Berufssituation der Lernenden.
Sowohl in der Ergotherapie als auch in der Physiotherapie absolvieren die Schüler die praktische Ausbildung in den Therapiezentren der medicoreha Dr. Welsink Unternehmensgruppe und in Kooperationseinrichtungen.
Innerhalb der praktischen Ausbildung werden die Schüler regelmäßig durch die Fachdozenten besucht und es gibt Lernhilfen durch den Einsatz eines Lerntagebuchs, durch Reflexionsgespräche und Dokumentationsvorlagen.

## Kooperation mit der Hochschule Niederrhein
Im Rahmen der Kooperation mit der Hochschule Niederrhein können die Schüler ausbildungsbegleitend oder berufsbegleitend nach der schulischen Ausbildung den Studiengang Angewandte Therapiewissenschaften belegen. Das Bachelor-Studium umfasst Studienmodule aus den Bereichen Therapie- und Gesundheitswissenschaften, Betriebswirtschaftslehre und Informationstechnologie. Die wichtigsten Studienfächer im Rahmen des Studiums sind die Grundlagen und Methoden der evidenzbasierten Praxis, die theoretische Modelle in den Therapiewissenschaften, die spezifische Programme in der Gesundheitsversorgung von Patienten, Datenbankmanagement, die klinische Diagnostik und Therapie, Qualitätsmanagement, Kostenrechnung, Marketing und Statistik.

## Abschlüsse
Die Fachschulen für Ergotherapie und Physiotherapie bereiten auf externe Abschlüsse vor: staatlich anerkannter Ergotherapeut und staatlich anerkannter Physiotherapeut. Die Prüfungen im Staatsexamen führt das Gesundheitsamt des Rhein-Kreises Neuss durch.
Das ausbildungsintegrierte Duale Studium schließt an der Hochschule Niederrhein nach neun Semestern Teilzeitstudium mit dem Bachelor of Science ab. Zurzeit werden 26 Plätze pro Studienjahr angeboten. Studienbeginn ist im Sommersemester (nach einem halben Jahr Ausbildung an der Akademie). Innerhalb des Studienganges erfolgt durch das erfolgreiche Staatsexamen am Ende der Fachschulausbildung an der medicoreha Welsink Akademie die Anerkennung von 60 Credit Points nach den Grundsätzen des European Credit Transfer System.
Die Teilnehmenden erhalten in den entsprechenden Fortbildungen durch Prüfungen ein Zertifikat, das für die Abrechnung von speziellen Heilmittel-Leistungen in einer Heilmittelpraxis erforderlich ist.